# Osthimosia phalacrocoraca
Osthimosia phalacrocoraca är en mossdjursart som beskrevs av Hayward 1992. Osthimosia phalacrocoraca ingår i släktet Osthimosia och familjen Celleporidae. Inga underarter finns listade i Catalogue of Life.